# Forêt de Bellême
La forêt de Bellême, située dans le parc naturel régional du Perche, dans l'Orne, d'une superficie de 2400 hectares environ, fait partie des plus remarquables chênaies de France. Classée sous les statuts de Zone Naturelle d'Intérêt Écologique Floristique et Faunistique (ZNIEFF) et de site Natura 2000, cette forêt est composée principalement de feuillus, étant réputée notamment pour la qualité de ses chênes au grain fin et rosé.

## Géographie physique
Le site de la forêt de Bellême repose sur les formations calcaires de l'Oxfordien. Le sol est couvert de pelouses sèches qui ont, dans la grande majorité des cas, évolué vers le fourré puis le stade boisé. Le caractère thermophile de certains secteurs, la diversité floristique et entomologique ainsi que les importantes populations d'orchidées ont été remarqués.

## Histoire
Fréquentée depuis la Préhistoire, exploitée depuis l’Antiquité, la forêt de Bellême devient forêt royale au XIIIe siècle, puis propriété de l’État depuis la Révolution française.

### Préhistoire
La présence de l’homme préhistorique en forêt de Bellême est attestée par la découverte de pierres taillées en ces lieux.

### Antiquité
Six camps antiques ont été repérés dans la forêt de Bellême. De forme rectangulaire, d'une longueur allant jusqu'à 40 m, ces camps possèdent une enceinte formée d'un talus de terre bordé d'un fossé. Des fouilles archéologiques menées au XIXe siècle sur le Camp du Châtelier ont mis au jour des céramiques gallo-romaines, ainsi que des haches de l’âge du bronze, attestant de leur occupation depuis au moins depuis le IXe siècle avant J.-C.
Sur les vestiges de la Fontaine de la Herse, deux pierres portent des inscriptions latines, semblant témoigner de l’origine gallo-romaine de la fontaine. On peut lire sur la première APHRODISIUM (« dédiée à Aphrodite ») et sur la deuxième DIIS INFERIS VENERI MARTI ET MERCURIO SACRUM (« consacrés aux dieux souterrains, à Vénus, Mars et Mercure »).

### Époques moderne et contemporaine
Les eaux ferrugineuses de la Fontaine de la Herse sont réputées pour leurs vertus médicales depuis le XVIIe siècle. En 1852, un rapport de médecine reconnaît à la source de la Herse son action bénéfique sur les maux d’estomac et les maladies de peau. Aux XIXe et XXe siècles, cette fontaine servait encore de lieu de cure thermale pour des touristes.
Alimenté par les eaux du ruisseau de Margobia, l’Étang de la Herse est entièrement réaménagé à la fin du XVIIIe siècle.
En 1927, le chêne de l'École, planté au XVIIIe siècle, a été dédié à l’École nationale des eaux et forêts dont il tire son nom.
En 2017, le chêne des Canadiens est ainsi nommé en l'honneur des bûcherons canadiens mobilisés en forêt de Bellême lors de la Première Guerre mondiale.

## Sylviculture
Le bois de chêne de la forêt de Bellême était autrefois utilisé pour la marine ; il sert maintenant à l'ébénisterie et à la tonnellerie des vins de Bordeaux.

## Lieux remarquables
Les lieux remarquables de la forêt de Bellême comprennent l'Étang de la Herse, le Chêne de l'École, le Chêne des Canadiens, la Pierre des Druides, la Fontaine de la Herse et les Camps antiques.